# Кулабухов, Иван Михайлович
Иван Михайлович Кулабухов (5 октября 1930 года — 2014) — юный герой, участник Великой Отечественной войны, сын полка в составе 148-го отдельного инженерно-танкового полка.

## Биография
Родился 5 октября 1930 года в хуторе Красное Знамя Центрально-Чернозёмной области РСФСР (с 1935 — в составе Беленихинского района Курской области, с 1961 — в Прохоровском районе Белгородской области).
В 1941 году пошёл в третий класс школы, но закончить обучение не пришлось, началась война. Во время Великой Отечественной войны находился на оккупированной немцами территории. В 1943 году хутор, в котором проживала семья Кулабуховых, находился в эпицентре событий Курской Дуги. В августе 1943 года советские танкисты, которым помогал в ремонте танка юный Иван, решили помочь его матери и взяли мальчишку с собой. Он был зачислен в возрасте двенадцати лет в состав 148-го отдельного инженерно-танкового полка. Полк отправлялся на Харьков.
Несмотря на приказы командиров отправить мальчика домой или в детский дом, танкисты оставили Ивана у себя. Участвовал в боях на 1-м Белорусском фронте. Освобождал Белоруссию, Восточную Пруссию и брал город Кёнигсберг. На фронте находился до 9 сентября 1945 года. Был однажды ранен в ногу. После полк с Восточной Пруссии был выведен в Белоруссию, в военный гсусд Новогрудок. После расформировки полка, 5 декабря 1945 года, бывший юный солдат был демобилизован.
После возвращения домой, продолжил обучение в школе. В 1947 году завершил обучение Шебекинском училище, получил профессию столяр. Однако, дальнейшую трудовую деятельность связал с сельских хозяйством. Стал работать механизатором в местном колхозе. За трудовые успехи награждался государственными наградами. Общий трудовой стаж механизатором составил более 40 лет.
Умер в 2014 году в родном хуторе Красное Знамя.

## Награды
- Орден Отечественной войны 2 степени,
- Медаль «За боевые заслуги»,
- Медаль «За трудовое отличие»,
- Медаль «За взятие Кёнигсберга»
- Медаль «За победу над Германией в Великой Отечественной войне 1941—1945 гг.»,
- другие медали.